# Heidi Solheim
Heidi Solheim (Øverbygd, 28 aprile 1982) è una cantante norvegese.

## Biografia
Dopo aver preso parte con scarso successo alla prima edizione del talent show norvegese Idol nel 2003, Heidi Solheim ha avviato la sua carriera musicale nel 2006 come cantante del gruppo blues rock Pristine, con cui ha pubblicato cinque album.
Parallelamente alla sua attività con i Pristine, nel 2011 ha avviato la sua carriera come solista. All'inizio dell'anno successivo è uscito il suo album di debutto Found, che è entrato nella classifica norvegese al 31º posto.
Nel 2013 la cantante ha partecipato alla seconda edizione del talent show di TV 2 The Voice, arrivando alla fase dei duelli.

## Discografia

### Album in studio
- 2012 – Found
- 2014 – Dinosaurs
- 2015 – The Note
- 2016 – Dinosaurs og lortefall

### Singoli
- 2011 – Come What May
- 2011 – My Bad
- 2014 – Drømmesangen
- 2014 – The Streets
- 2016 – Vaskedisco
- 2017 – Ei jul uten sny
- 2018 – Sparrisdansen